# James Wilkinson
James Wilkinson (24 de marzo de 1757 - 28 de diciembre de 1825) fue un político y militar estadounidense, así como un espía del Imperio español bajo el pseudónimo de "Agente 13". Se le relacionó también con la conspiración de Burr, que pretendía crear un territorio independiente el centro de Norteamérica. El Presidente Theodore Roosevelt llegó a decir de él: "no ha existido un personaje más despreciable en toda nuestra historia".  Fue espía, a beneficio de España, que le pagaba por medio del gobernador de Luisiana, Esteban Rodríguez Miró.

## Biografía
Tras una carrera como militar en la guerra de independencia estadounidense, se muda a Kentucky en 1783. Una vez allí, y como general estadounidense, intenta promover los intereses de esta región, llegando a acuerdos con la Corona Española (poseedora por aquel entonces de la Luisiana española) para conceder al territorio beneficios especiales en el comercio a lo largo del río Misisipi. Un año después, intentó promover la independencia de Kentucky, perteneciente en aquella época al estado de Virginia. A través de sus contactos con los españoles, logró convertirse en un espía a sueldo de éstos, prometiéndoles promover la expansión española en el oeste del continente.
No obstante, años después, los españoles parecían haber perdido la confianza en él y en sus promesas, pues parecía estar cobrando tanto a los unos como a los otros a cambio de sus servicios. No se supo en esos años el acuerdo alcanzado con cada una de las partes. 
En 1805, es nombrado gobernador del recién adquirido Territorio de Louisiana, que tras haber sido español y brevemente francés, fue asimilado por los Estados Unidos.
Desde su nombramiento, tuvo a bien decidir qué exploraciones se hacían hacia el oeste en nombre de los Estados Unidos. En 1806, en la condición de gobernador del Territorio de Luisiana determinó la realización de la Expedición de Pike. En la misma época, mantuvo disputas con el explorador y comerciante español Manuel Lisa, uno de los pioneros en la exploración del noroeste continental.
En torno a 1807, Wilkinson se involucra en la conspiración de Aaron Burr que pretende aprovechar la inestabilidad política o una supuesta guerra contra los españoles para declarar un reino independiente en parte del territorio estadounidense. Meses más tarde ve peligrar sus intereses económicos y acaba confesando. Es relevado de su puesto de gobernador.
En abril de 1813, en el contexto de la Guerra anglo-estadounidense de 1812 y autorizado por el Congreso, tomó con 600 soldados la bahía de Mobile y el territorio en disputa con la Florida Occidental hasta el río Perdido, sin que la pequeña guarnición española ofreciera resistencia. A partir de entonces el territorio tomado pasó a formar parte de Alabama.

## Muerte y legado
Tras el fin de su carrera militar, y durante la guerra de independencia de México contra los españoles, es nombrado embajador en el recién creado país. Por sus servicios, solicitó una porción de tierra en la provincia de Texas. Acabó muriendo en la capital mexicana a los 68 años de edad. Historiadores posteriores demostraron en 1854 y tras encontrar en Madrid cartas secretas y pruebas documentales, sus relaciones con el oficial español Esteban Rodríguez Miró y con otros muchos políticos de la época.